# 相川良太
相川 良太（あいかわ りょうた、1977年1月18日 - ）は、福岡県福岡市出身の元プロ野球選手（外野手）。

## 来歴

### プロ入り前
小学3年生の時に野球を始め、中学時代は福岡中央シニアで遊撃手兼投手としてプレー。
暁星国際高等学校では1年から三塁手のレギュラーとなり、3年の時は内野手兼投手としてプレーするが3年夏は5回戦で敗退し、甲子園出場はならなかった。
高校卒業後、首都大学野球連盟所属の東海大学へ進学。2年春には遊撃手のレギュラーとなり、2年秋には首位打者のタイトルを獲得するなど、リーグ戦通算63試合出場、220打数69安打、打率.314、33打点。ベストナイン3回。
1998年度ドラフト会議にてオリックス・ブルーウェーブから3位指名を受けて入団。

### プロ入り後
プロ1年目の1999年シーズンのオープン戦は好調で新人では佐々木恭介以来27年ぶりとなる、オープン戦3試合連続ホームランを記録した。しかし、1年目の一軍出場はわずか2試合に終わった。
2000年は一軍出場なしに終わった。
2001年にようやくプロ初安打、初本塁打を記録した。しかし、打撃は安定せず、故障がちであり、レギュラー定着には至らなかった。同年は近鉄が優勝を決めた9月26日の対戦で、9回表に岡本晃からリードを広げるソロ本塁打を放っている。
2002年は64試合に出場するも不振だった。
2003年はわずか22試合の出場に留まったが、打率.340と高打率だった。
2004年シーズン最終戦で、最優秀防御率のタイトルがかかっていた岩隈久志から2回裏に本塁打を放った事で、岩隈の同タイトルを阻止した。なお、この最終戦では、4回裏に阿部健太からも同日2本目となる2ラン本塁打を放ち、これが結果的にブルーウェーブとしては最後の本塁打となった。同年は49試合と前年より出場機会を増やした。オフに行われた近鉄との球団合併に伴う分配ドラフトにより、2005年はオリックス・バファローズと契約。
2005年は合併したことでライバルが増え、出場機会が激減。
2006年は一塁手44試合、三塁手10試合、外野手21試合と複数のポジションを兼任して自己最多の65試合に出場し、自身初のシーズン2桁本塁打となる11本塁打を記録する。同年から妻に勧められて背番号を30から53に変更している。
2007年は30本塁打を目標として、右方向への本塁打を増やしたいと週刊ベースボールのインタビューで語っていたが、ウエスタン・リーグでも打率.247と低迷。一軍では13試合出場、3安打、0本塁打に終わった。
2008年は7月25日の楽天戦で、2年ぶりの本塁打を放つと、翌26日の同カードでは先制決勝3ランを放った。しかし、外野手のレギュラー争いに割って入れず1軍出場は10試合にとどまった。二軍では規定打席に到達し、チーム最多の62安打、11本塁打を記録。
2009年も一軍出場は10試合にとどまり、二軍でも打率.246、4本塁打と結果を残せなかった。
2010年は一軍出場がなく、二軍でも僅か28試合の出場にとどまり打率1割台の大不振に終わった。同年10月2日に戦力外通告を受けた。トライアウトには参加せず現役を引退。

### 引退後
2011年2月、元オリックスの高見澤考史が代表を務める有限会社アーデルバッティングドームに入社。

## 選手としての特徴
打撃優先型の選手で長打力はあるが、安定感に欠ける面がある。また、故障が多い傾向にある。
守備は外野手をメインに、一塁手、三塁手もこなす。大学時代や入団後しばらくの間は遊撃手がメインポジションだった。

## 人物
夢は「相川記念館」を作ることである。
テレビ番組『痛快!明石家電視台』に出演した際、「門限破り王」と書こうとして「門限破り玉」と書いてしまったことがある。
相川亮二とは同学年で名前も似ているために間違われることがあるが、血縁関係はない。ライバル意識も持っており、2002年には「横浜の相川選手より有名になる」とライバル宣言している。

## 詳細情報

### 年度別打撃成績
| 年 度      | 球 団      | 試 合 | 打 席 | 打 数 | 得 点 | 安 打 | 二 塁 打 | 三 塁 打 | 本 塁 打 | 塁 打 | 打 点 | 盗 塁 | 盗 塁 死 | 犠 打 | 犠 飛 | 四 球 | 敬 遠 | 死 球 | 三 振 | 併 殺 打 | 打 率 | 出 塁 率 | 長 打 率 | O P S |
| ---------- | ---------- | ----- | ----- | ----- | ----- | ----- | -------- | -------- | -------- | ----- | ----- | ----- | -------- | ----- | ----- | ----- | ----- | ----- | ----- | -------- | ----- | -------- | -------- | ----- |
| 1999       | オリックス | 2     | 2     | 2     | 0     | 0     | 0        | 0        | 0        | 0     | 0     | 0     | 0        | 0     | 0     | 0     | 0     | 0     | 2     | 0        | .000  | .000     | .000     | .000  |
| 2001       | オリックス | 62    | 115   | 106   | 11    | 26    | 4        | 0        | 4        | 42    | 14    | 4     | 1        | 4     | 0     | 4     | 0     | 1     | 26    | 0        | .245  | .279     | .396     | .676  |
| 2002       | オリックス | 64    | 188   | 170   | 11    | 35    | 10       | 0        | 5        | 60    | 23    | 3     | 4        | 6     | 0     | 10    | 0     | 2     | 41    | 4        | .206  | .258     | .353     | .611  |
| 2003       | オリックス | 22    | 58    | 53    | 11    | 18    | 3        | 1        | 3        | 32    | 7     | 0     | 1        | 0     | 0     | 5     | 1     | 0     | 11    | 0        | .340  | .397     | .604     | 1.000 |
| 2004       | オリックス | 49    | 142   | 128   | 11    | 35    | 7        | 0        | 3        | 51    | 15    | 4     | 2        | 4     | 2     | 7     | 0     | 1     | 25    | 2        | .273  | .312     | .398     | .710  |
| 2005       | オリックス | 17    | 38    | 38    | 2     | 9     | 3        | 0        | 0        | 12    | 3     | 0     | 0        | 0     | 0     | 0     | 0     | 0     | 8     | 1        | .237  | .237     | .316     | .553  |
| 2006       | オリックス | 65    | 195   | 175   | 22    | 45    | 9        | 0        | 11       | 87    | 26    | 1     | 0        | 5     | 1     | 13    | 0     | 1     | 49    | 2        | .257  | .311     | .497     | .808  |
| 2007       | オリックス | 13    | 24    | 24    | 0     | 3     | 1        | 0        | 0        | 4     | 0     | 0     | 0        | 0     | 0     | 0     | 0     | 0     | 6     | 2        | .125  | .125     | .167     | .292  |
| 2008       | オリックス | 10    | 22    | 20    | 2     | 4     | 1        | 0        | 2        | 11    | 6     | 0     | 0        | 0     | 0     | 1     | 0     | 1     | 6     | 1        | .200  | .273     | .550     | .823  |
| 2009       | オリックス | 10    | 23    | 20    | 0     | 6     | 4        | 0        | 0        | 10    | 1     | 0     | 1        | 0     | 0     | 3     | 1     | 0     | 5     | 2        | .300  | .391     | .500     | .891  |
| 通算：10年 | 通算：10年 | 314   | 807   | 736   | 70    | 181   | 42       | 1        | 28       | 309   | 95    | 12    | 9        | 19    | 3     | 43    | 2     | 6     | 179   | 14       | .246  | .292     | .420     | .712  |

### 年度別守備成績
| 年 度 | 球 団      | 一塁  | 一塁  | 一塁  | 一塁  | 一塁  | 一塁     | 三塁  | 三塁  | 三塁  | 三塁  | 三塁  | 三塁     | 外野  | 外野  | 外野  | 外野  | 外野  | 外野     |
| 年 度 | 球 団      | 試 合 | 刺 殺 | 補 殺 | 失 策 | 併 殺 | 守 備 率 | 試 合 | 刺 殺 | 補 殺 | 失 策 | 併 殺 | 守 備 率 | 試 合 | 刺 殺 | 補 殺 | 失 策 | 併 殺 | 守 備 率 |
| ----- | ---------- | ----- | ----- | ----- | ----- | ----- | -------- | ----- | ----- | ----- | ----- | ----- | -------- | ----- | ----- | ----- | ----- | ----- | -------- |
| 1999  | オリックス | -     | -     | -     | -     | -     | -        | 1     | 0     | 0     | 0     | 0     | ----     | -     | -     | -     | -     | -     | -        |
| 2001  | オリックス | 1     | 1     | 0     | 0     | 0     | 1.000    | -     | -     | -     | -     | -     | -        | 55    | 69    | 0     | 1     | 0     | .986     |
| 2002  | オリックス | -     | -     | -     | -     | -     | -        | -     | -     | -     | -     | -     | -        | 59    | 103   | 6     | 2     | 1     | .982     |
| 2003  | オリックス | -     | -     | -     | -     | -     | -        | -     | -     | -     | -     | -     | -        | 17    | 23    | 2     | 0     | 0     | 1.000    |
| 2004  | オリックス | 3     | 19    | 1     | 0     | 1     | 1.000    | 7     | 3     | 12    | 1     | 2     | .938     | 23    | 36    | 3     | 0     | 1     | 1.000    |
| 2005  | オリックス | -     | -     | -     | -     | -     | -        | -     | -     | -     | -     | -     | -        | 10    | 21    | 0     | 0     | 0     | 1.000    |
| 2006  | オリックス | 44    | 283   | 26    | 2     | 25    | .994     | 10    | 4     | 17    | 2     | 3     | .913     | 21    | 26    | 1     | 1     | 1     | .964     |
| 2007  | オリックス | 1     | 6     | 0     | 0     | 0     | 1.000    | 1     | 1     | 0     | 0     | 0     | 1.000    | 5     | 3     | 1     | 1     | 0     | .800     |
| 2008  | オリックス | -     | -     | -     | -     | -     | -        | -     | -     | -     | -     | -     | -        | 9     | 11    | 0     | 1     | 0     | .917     |
| 2009  | オリックス | -     | -     | -     | -     | -     | -        | -     | -     | -     | -     | -     | -        | 9     | 6     | 0     | 0     | 0     | 1.000    |
| 通算  | 通算       | 49    | 309   | 27    | 2     | 26    | .994     | 19    | 8     | 29    | 3     | 5     | .925     | 208   | 298   | 13    | 6     | 3     | .981     |

### 記録
- 初出場：1999年9月16日、対大阪近鉄バファローズ25回戦（グリーンスタジアム神戸）、7回裏に五十嵐章人の代打で出場
- 初打席：同上、7回裏に真木将樹の前に三振
- 初先発出場：2001年4月26日、対千葉ロッテマリーンズ5回戦（グリーンスタジアム神戸）、8番・右翼手で先発出場
- 初安打：同上、5回裏に加藤康介から遊撃内野安打
- 初本塁打・初打点：2001年4月28日、対日本ハムファイターズ7回戦（グリーンスタジアム神戸）、4回裏に関根裕之から左越ソロ
- 初盗塁：2001年5月26日、対大阪近鉄バファローズ10回戦（大阪ドーム）、7回表に二盗（投手：山村宏樹、捕手：的山哲也）

### 背番号
- 30 （1999年 - 2005年）
- 53 （2006年 - 2010年）